# Aeroportul Capital
Aeroportul Capital (IATA: CCE, ICAO: HECP) este un aeroport din Cairo, Al Qahirah, Egipt ce deservește zona New Administrative Capital⁠(d). Aeroportul a fost tranzitat în decembrie 2022 de 11 pasageri. A fost deschis în 9 iulie 2019.
Aeroportul dispune de o singură pistă. Este operat de Egyptian Airports Company⁠(d).